# 宮尾佳和
宮尾 佳和（みやお よしかず、生年不詳）は、日本の男性メカニックデザイナー、アニメーション演出家、アニメーション監督。長野県長野市出身。長野県長野南高等学校、武蔵野美術大学視覚伝達デザイン学科卒業。NHKアートデザイン部、テレビグラフィックデザイナー、アニメスタジオを経てフリー。

## 参加作品

### テレビアニメ
1999年
- ∀ガンダム（1999年 - 2000年、メカニカルデザイン協力）
- THE ビッグオー（1999年 - 2000年、デザイン協力）

2000年
- ヴァンドレッド（メカニックデザイン）

2001年
- シャーマンキング（2001年 - 2002年、絵コンテ）
- FF：U 〜ファイナルファンタジー:アンリミテッド〜（2001年 - 2002年、絵コンテ・演出・モンスターデザイン）
- ヴァンドレッド the second stage（メカニックデザイン）
- HELLSING（2001年 - 2002年、絵コンテ・演出・作画監督・OP絵コンテ・OP演出）
- i-wish you were here- あなたがここにいてほしい（3D特殊演出・ナノマシン・ウィルスデザイン）

2003年
- GAD GUARD（助監督・絵コンテ・演出・OP絵コンテ・OP演出・メカニックデザイン）

2004年
- モンキーターン（OP絵コンテ・OP演出・ED絵コンテ・ED演出）
- 忘却の旋律（絵コンテ・メカニックデザイン）
- モンキーターンV（絵コンテ・OP絵コンテ・OP演出・ED絵コンテ・ED演出）
- 巌窟王（2004年 - 2005年、絵コンテ）

2005年
- ああっ女神さまっ（絵コンテ）
- ふしぎ星の☆ふたご姫（2005年 - 2006年、コンセプトデザイン）
- 強殖装甲ガイバー（2005年 - 2006年、絵コンテ）
- SoltyRei（2005年 - 2006年、OP絵コンテ・OP演出）

2006年
- ふしぎ星の☆ふたご姫 Gyu!（2006年 - 2007年、コンセプトデザイン・美術設定）
- ああっ女神さまっ それぞれの翼（絵コンテ）
- シルクロード少年 ユート（2006年 - 2007年、絵コンテ・メカニックデザイン）
- パンプキン・シザーズ（2006年 - 2007年、OP絵コンテ）
- 銀色のオリンシス（オリンシスメカデザイン）
- 天保異聞 妖奇士（2006年 - 2007年、助監督・絵コンテ・演出）

2007年
- 機動戦士ガンダム00（2007年 - 2008年、OP絵コンテ）

2008年
- S・A〜スペシャル・エー〜（監督・絵コンテ・演出・OP絵コンテ・OP演出・ED絵コンテ・ED演出・グラフィックデザイン・みんなの文字協力）
- ヒャッコ（絵コンテ）
- イナズマイレブン（2008年 - 2011年、監督（27話-84話）・絵コンテ・OP絵コンテ・ED絵コンテ・ED演出）

2011年
- イナズマイレブンGO（2011年 - 2012年、絵コンテ・OP絵コンテ・コンセプトデザイン）

2012年
- ダンボール戦機W（2012年 - 2013年、ED絵コンテ）
- イナズマイレブンGO クロノ・ストーン（2012年 - 2013年、絵コンテ・コンセプトデザイン）

2013年
- ダンボール戦機WARS（ED絵コンテ）
- イナズマイレブンGO ギャラクシー（絵コンテ・OP絵コンテ）
- ローゼンメイデン（絵コンテ）
- ストライク・ザ・ブラッド（絵コンテ）
- マギ The kingdom of magic（絵コンテ）

2014年
- 桜Trick（絵コンテ）
- ソウルイーターノット!（絵コンテ・ED絵コンテ）
- ハイキュー!!（絵コンテ）
- 幕末Rock（絵コンテ）

2015年
- 血界戦線（絵コンテ）
- アクエリオンロゴス（絵コンテ）
- 機動戦士ガンダム 鉄血のオルフェンズ（絵コンテ）
- ノラガミ ARAGOTO（絵コンテ）

2016年
- マギ シンドバッドの冒険（監督・絵コンテ・OP絵コンテ）
- デュエル・マスターズ VSRF（絵コンテ）
- Re:ゼロから始める異世界生活（絵コンテ）
- 七つの大罪 聖戦の予兆（絵コンテ）

2017年
- バトルガール ハイスクール（武器・イロウスデザイン）
- Fate/Apocrypha（絵コンテ）

2018年
- デスマーチからはじまる異世界狂想曲（絵コンテ）

2019年
- キャロル&チューズデイ（絵コンテ）

2020年
- ラディアン（絵コンテ）
- 富豪刑事 Balance:UNLIMITED（絵コンテ）
- アラド:逆転の輪（絵コンテ）

2021年
- さよなら私のクラマー（絵コンテ）

2023年
- ブルーロック（絵コンテ）

2024年
- 株式会社マジルミエ（絵コンテ）
- シンカリオン チェンジ ザ ワールド（絵コンテ）

2025年
- 神椿市建設中。（絵コンテ）

### 劇場アニメ
2002年
- 劇場版∀ガンダムI 地球光（メカデザイン協力）
- 劇場版∀ガンダムII 月光蝶（メカデザイン協力）

2005年
- 劇場版ポケットモンスター アドバンスジェネレーション ミュウと波導の勇者 ルカリオ（絵コンテ・デザインワークス）

2006年
- 劇場版ポケットモンスター アドバンスジェネレーション ポケモンレンジャーと蒼海の王子 マナフィ（、絵コンテ・演出・デザインワークス）

2009年
- 劇場版ポケットモンスター ダイヤモンド&パール アルセウス 超克の時空へ（絵コンテ）

2010年
- 劇場版イナズマイレブン 最強軍団オーガ襲来（監督・絵コンテ・演出・美術設計）

2011年
- 劇場版イナズマイレブンGO 究極の絆 グリフォン（監督・絵コンテ・プロパティーデザイン）

2012年
- 劇場版ポケットモンスター ベストウイッシュ キュレムVS聖剣士 ケルディオ（絵コンテ）
- 劇場版イナズマイレブンGO vs ダンボール戦機W（監督・絵コンテ・演出）

2014年
- ポケモン・ザ・ムービーXY 破壊の繭とディアンシー（絵コンテ）

### OVA
1998年
- 青の6号（1998年 - 2000年、モニターグラフィックス）

2014年
- シンドバッドの冒険（監督）※コミックス第3巻特別版DVDに収録

### Webアニメ
2019年
- メギド72 The short animation 長き戦旅の傍らで（絵コンテ）
- 無限の住人-IMMORTAL-（絵コンテ）

2022年
- Tekken: Bloodline（監督）

### キャラクター
- ライオー 日本プロサッカーリーグに加盟するサッカークラブ「AC長野パルセイロ」のマスコットキャラクター[4]